# Reunión de reavivamiento

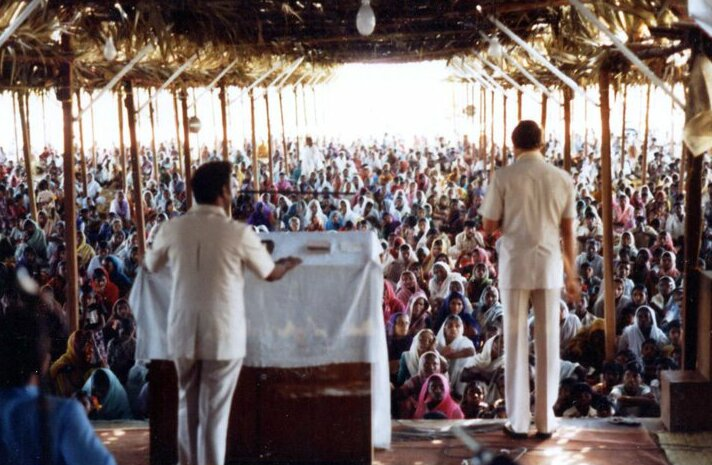
Reunión de reavivamiento en la India

Una reunión de reavivamiento es una serie de servicios religiosos cristianos que se celebran para inspirar a los miembros activos de un cuerpo de la iglesia a ganar nuevos conversos. El predicador bautista del siglo XIX Charles Spurgeon dijo, "Muchas bendiciones pueden llegar a los inconversos como consecuencia de un reavivamiento entre los cristianos, pero el reavivamiento en sí mismo sólo tiene que ver con aquellos que ya poseen vida espiritual".  Estas reuniones suelen ser dirigidas por iglesias u organizaciones misioneras en todo el mundo. Notablemente las reuniones de reavivamiento histórico fueron conducidas en los EE. UU. por el evangelista Billy Sunday y en Gales por el evangelista Evan Roberts.

## Reuniones

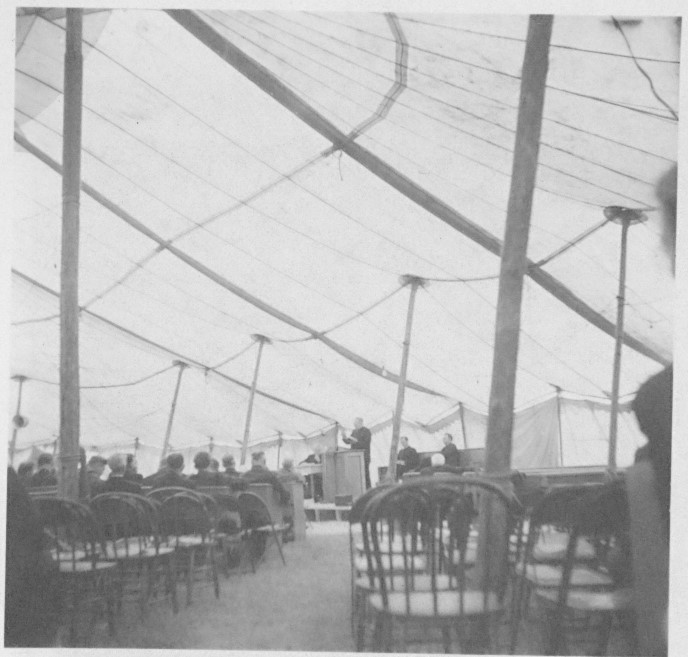
Conferencia Menonita en 1947

Una reunión de reavivamiento suele consistir en varias noches consecutivas de servicios realizados a la misma hora y en el mismo lugar, lo más frecuente es que el edificio pertenezca a la congregación patrocinadora, pero a veces se alquila un salón de actos, para disponer de un espacio más adecuado, para proporcionar un entorno más cómodo para los no cristianos, o para llegar a una comunidad en la que no haya iglesias. En el pasado reciente se emplearon con mucha frecuencia tiendas de campaña en este esfuerzo, y en ocasiones todavía lo hacen, pero menos debido a las dificultades para calentarlas y refrigerarlas y hacerlas de otro modo cómodas, una consideración cada vez mayor con las audiencias modernas.
Ben M. Bogard, de 1909 a 1914, llevó a cabo revivificaciones a tiempo completo en siete estados del sur. En 1924, fundó la Asociación Bautista Americana, la denominación Bautista Misionera, todavía con sede en Texarkana, Texas. Las iglesias de la ABA han celebrado tradicionalmente reavivamientos normalmente una o dos veces al año.
La duración de estas reuniones varía. Hasta el último cuarto de siglo solían durar una semana o más, especialmente en el sur de los Estados Unidos. Actualmente pueden ser retenidos durante tres o cuatro días. El evangelista Billy Graham planeó una cruzada de una semana en la ciudad de Nueva York, que finalmente se extendió desde el 15 de mayo al 1 de septiembre de 1957. Más de dos millones de personas fueron al Madison Square Garden de Nueva York para escucharlo predicar.
La mayoría de los grupos que celebran reuniones de reanimación tienden a ser de naturaleza conservadora o fundamentalista, aunque algunos siguen siendo celebrados por grupos de Mainline, que anteriormente los celebraban con una frecuencia mucho mayor. Los eventos similares pueden denominarse "cruzadas", muy especialmente los que anteriormente celebraban Billy Graham y Oral Roberts.
Junto con las reuniones de los campamentos, la celebración de los servicios de reavivamiento es una parte integral de la tradición metodista, en la que sirven para ofrecer a los individuos el Nuevo Nacimiento (primera obra de gracia) y la entera santificación (segunda obra de gracia).
Los menonitas conservadores siguen celebrando y promoviendo reuniones prolongadas de reavivamiento, generalmente de siete u ocho días de duración, por lo menos una vez al año en una congregación determinada. El evangelista visitante es elegido entre sus propias congregaciones o las relacionadas con ellas.
Muchos renacimientos son llevados a cabo por iglesias comunitarias no confesionales, la mayoría de las cuales son conservadoras en teología.

## En la cultura popular
Este movimiento ha sido retratado por el director Richard Brooks en su película de 1960 Elmer Gantry con Burt Lancaster (quien recibió el Premio de la Academia por esta película) y Jean Simmons, adaptado de la novela homónima de Sinclair Lewis . 
La novela de Stephen King, Revival, presenta a un personaje principal que es un curandero de la fe de la reunión de reavivamiento. 
Hay una escena de reavivamiento en la película de 1997 The Apostle, protagonizada por Robert Duvall . La interpretación de Duvall de un ministro evangélico le valió un Oscar a la nominación al Mejor Actor . 
La novela Blood Meridian de Cormac McCarthy comienza con una escena ambientada en una reunión de reavivamiento. 
El documental ganador de un Premio de la Academia, Marjoe, revisa la carrera de la evangelista infantil Marjoe Gortner, dando una mirada detrás de escena a los avivamientos que promovió como adulto. 
El programa de Salvación itinerante del hermano Amor de Neil Diamond muestra una reunión de reavivamiento. 
El video musical de Counting Stars de OneRepublic muestra una reunión de reavivamiento cristiano. 
La pequeña ciudad de Laura Ingalls Wilder en la pradera representa una semana de reuniones de reavivamiento en la iglesia congregacional en De Smet, Dakota del Sur . 
Los recuerdos de las reuniones de reavivamiento a las que asistieron de jóvenes fueron la inspiración para el segundo movimiento del Set Orquestal No. 2 de Charles Ives, The Rockstrewn Hills Únete en la reunión popular al aire libre .